# ポートターミナル駅
ポートターミナル駅（ポートターミナルえき）は、兵庫県神戸市中央区新港町新港第4突堤に位置する神戸新交通ポートアイランド線（ポートライナー）の駅である。駅番号はP03。

## 歴史
- 1981年（昭和56年）2月5日：ポートアイランド線開業に伴い、開業する[1]。
- 1995年（平成7年）
  - 1月17日：阪神・淡路大震災により営業を全線休止する。
  - 7月31日：三宮駅 - 中公園駅間が復旧に伴い営業を再開する（全線復旧）。
- 2004年（平成16年）11月20日・21日：神戸空港方面への延伸工事に伴う軌道切替工事により、営業を全線終日休止する。
- 2005年（平成17年）9月10日・11日：神戸空港方面への延伸工事に伴う軌道切替工事により、営業を全線終日休止する。
- 2006年（平成18年）2月2日：快速運転が開始され、快速通過駅となる。
- 2016年（平成28年）3月18日：駅構内にエレベーターと多目的トイレが設置される。

## 駅構造
島式ホーム1面2線を持つ高架駅である。駅南側のポートピア大橋との接続部で56パーミルの勾配がある。分岐器や絶対信号機を持たないため、停留所に分類される。
駅舎は、2階がコンコース、3階がプラットホーム。改札内にはエレベーター、エスカレーター、多目的トイレなどがある。改札口を出るとすぐ、神戸ポートターミナルと神戸大橋に直結する。

### のりば
| 番線 | 路線            | 行先                 |
| ---- | --------------- | -------------------- |
| 1    | ■ポートライナー | 神戸空港・北埠頭方面 |
| 2    | ■ポートライナー | 三宮方面             |

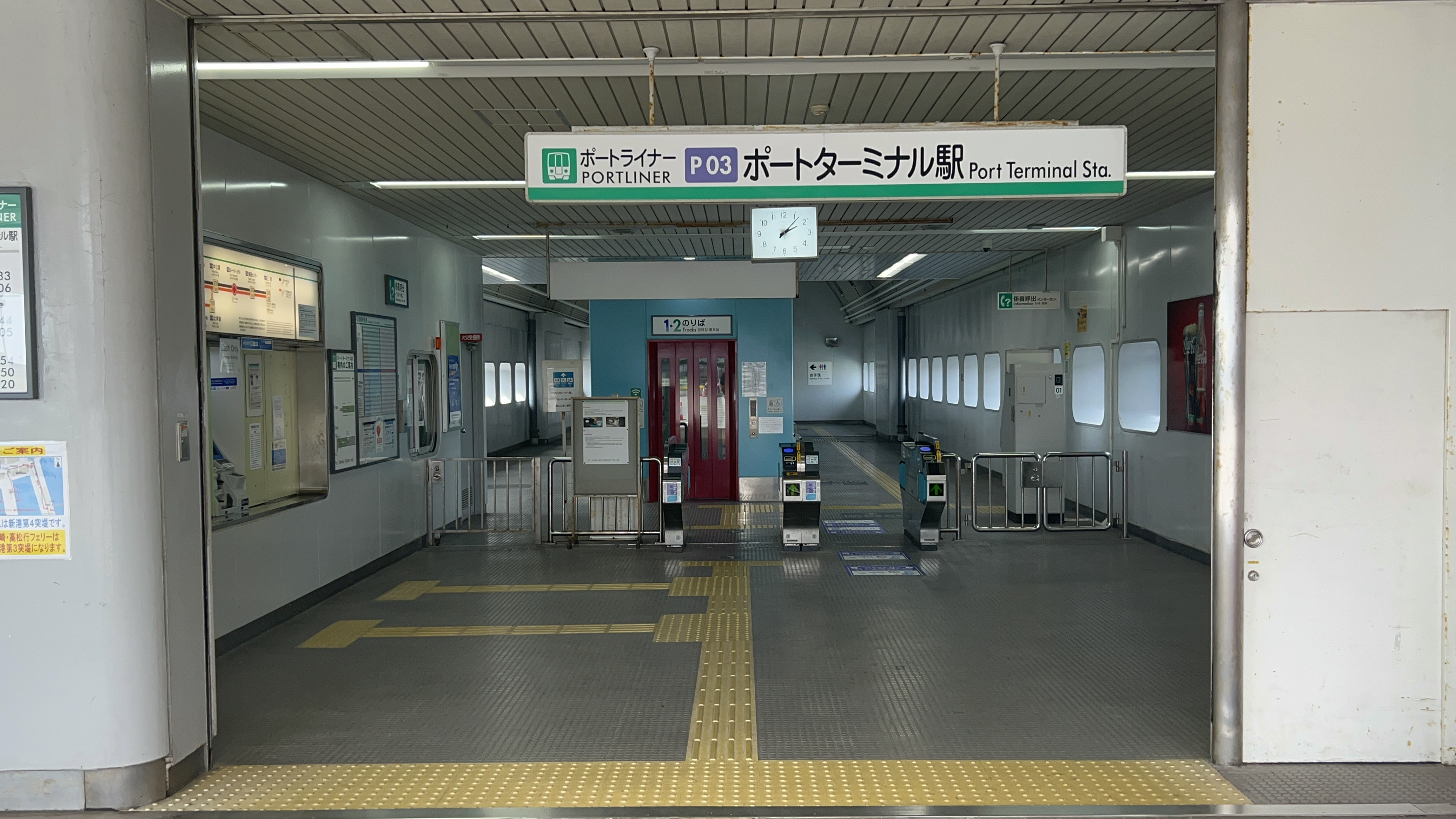
出入口
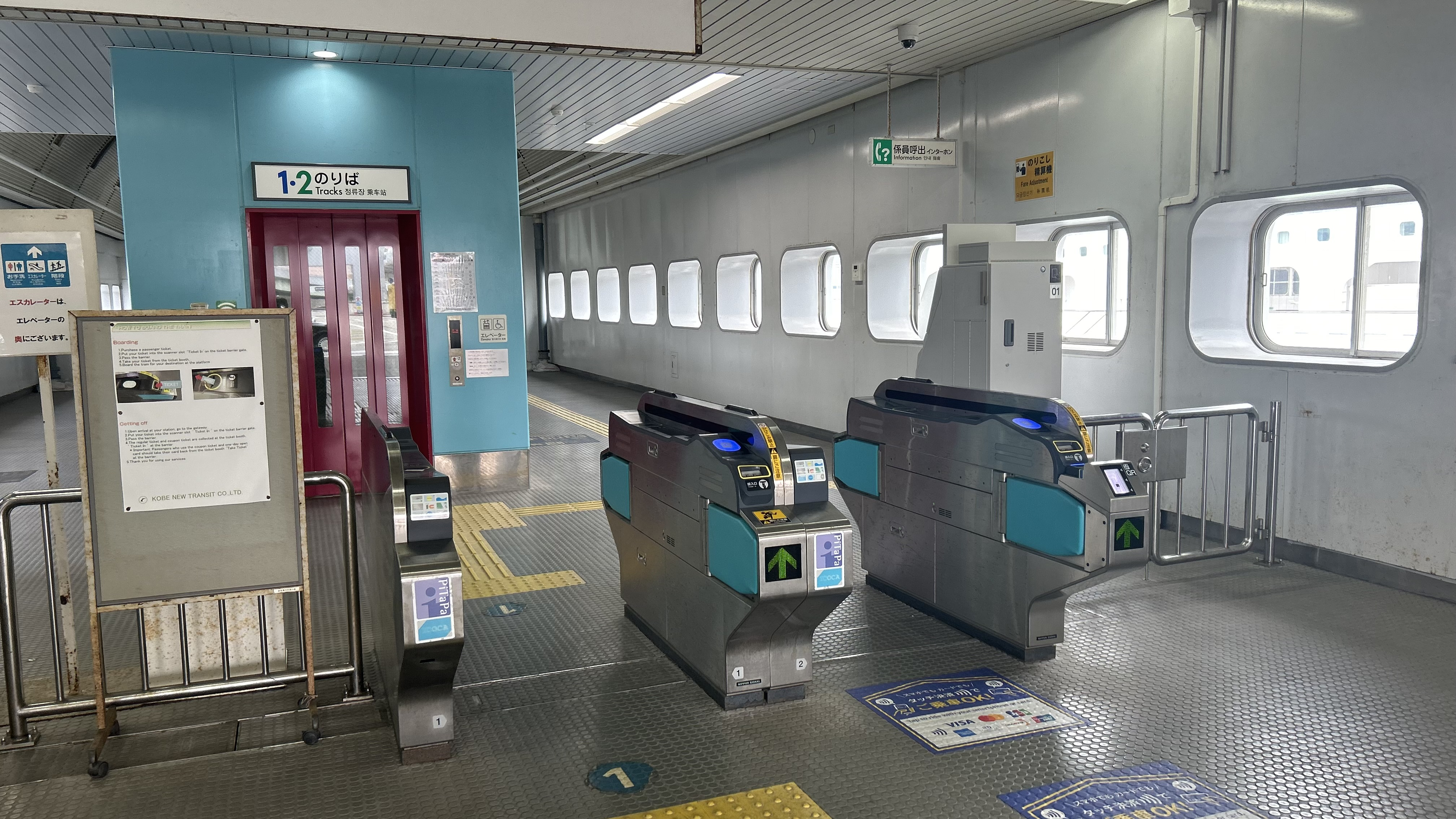
改札口
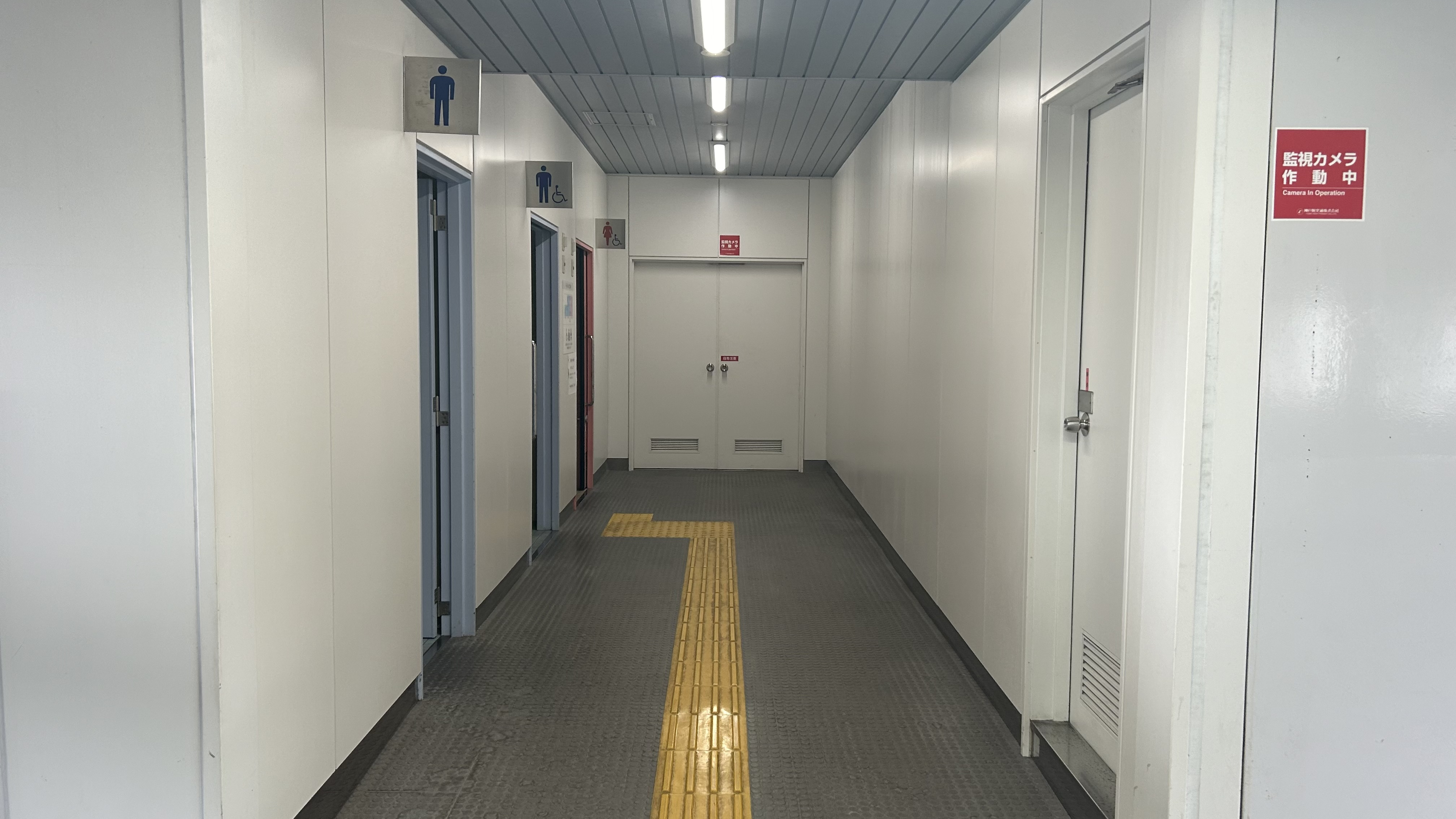
トイレ
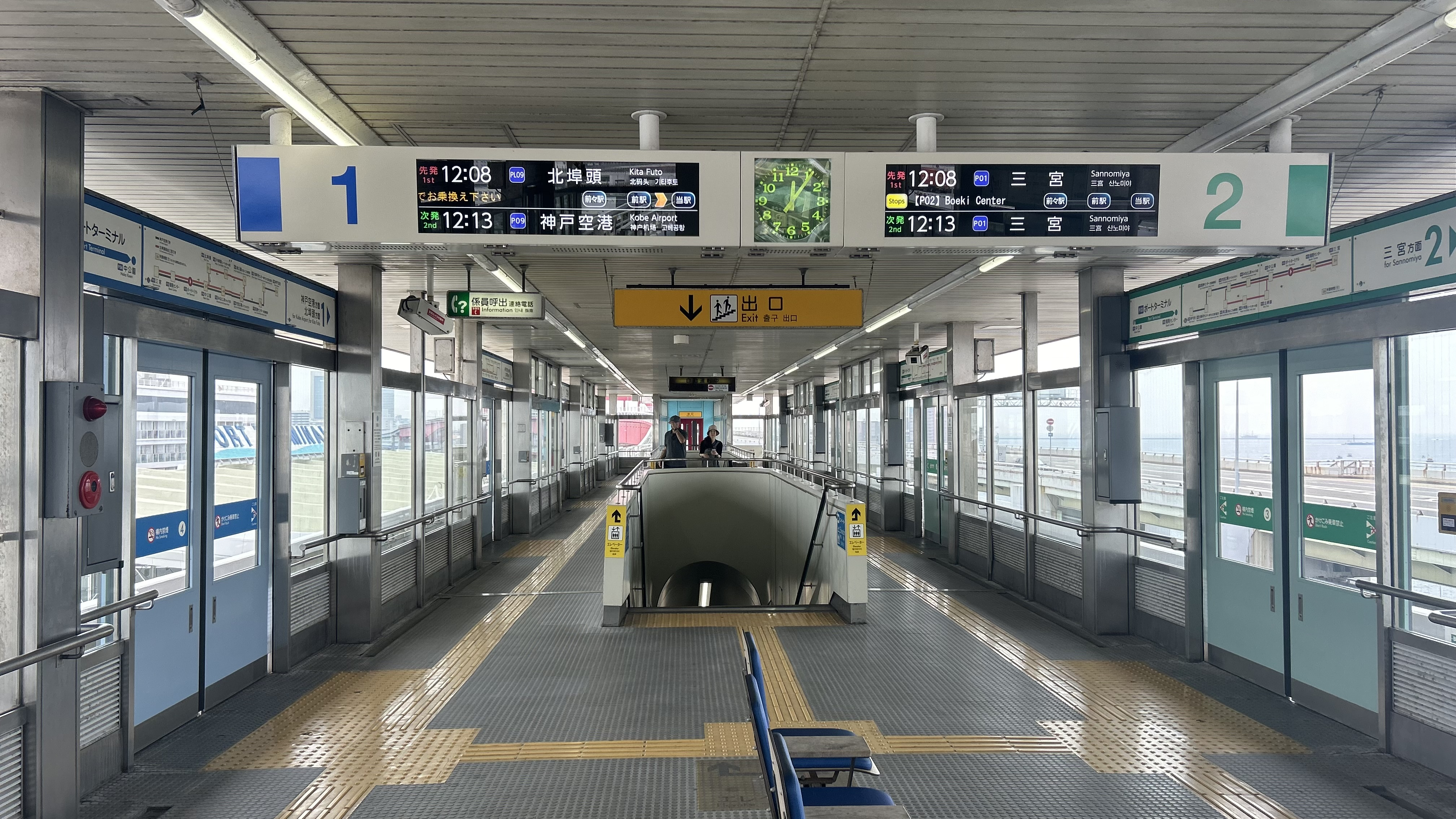
ホーム
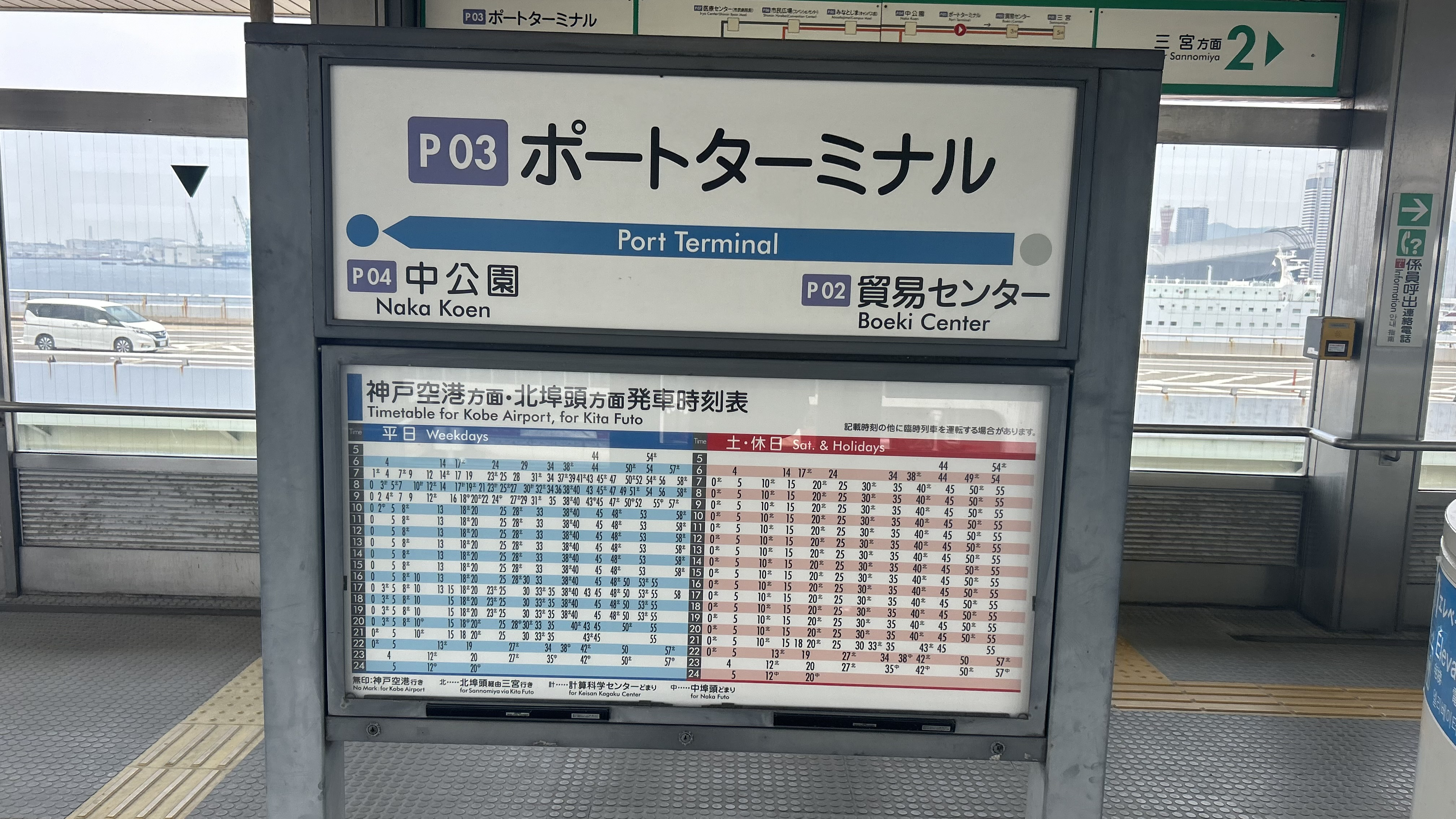
1番線側駅名標
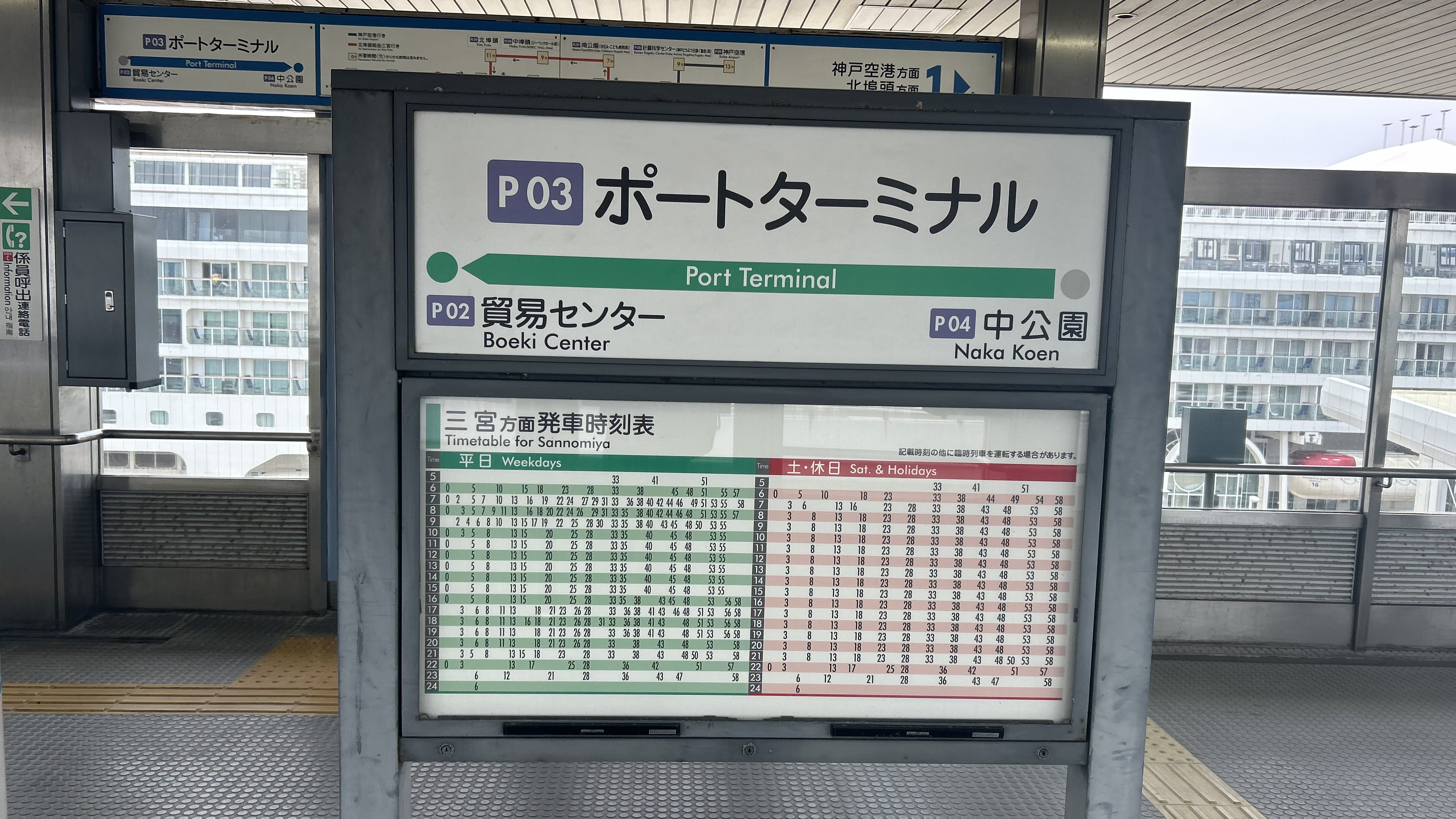
2番線側駅名標
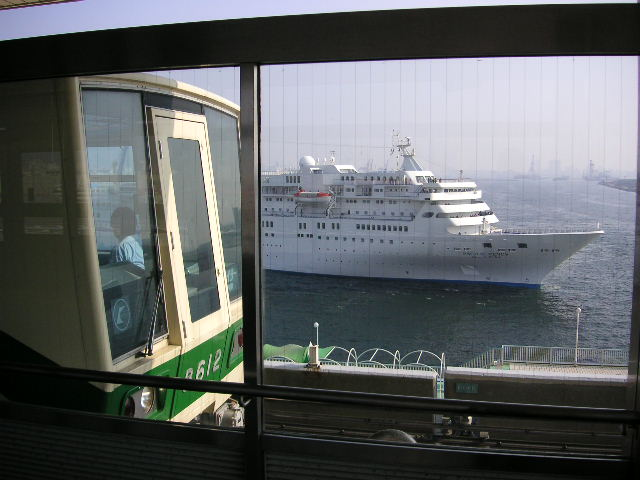
駅ホームよりポートターミナル岸壁（Q1）に接岸中の船を見る
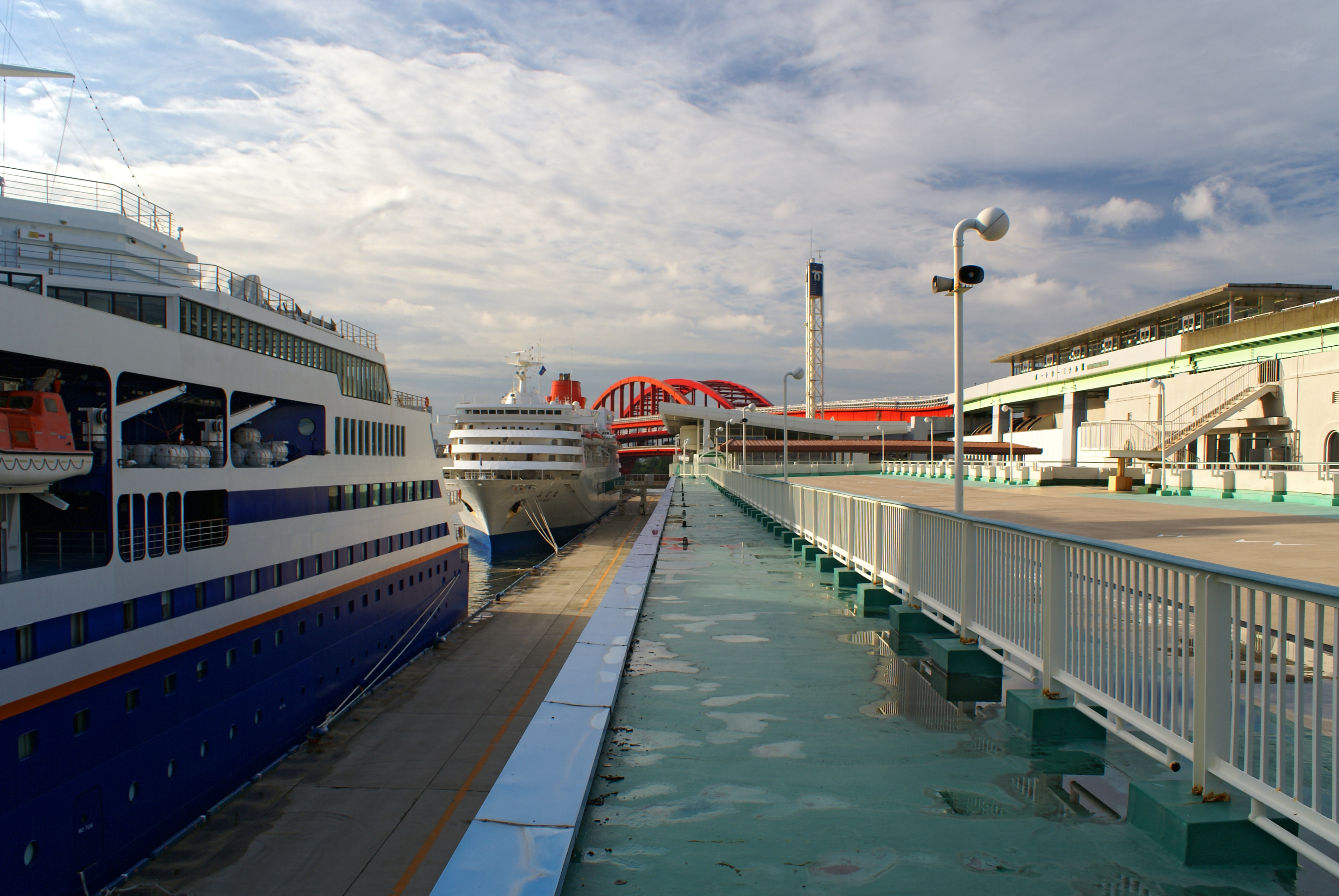
神戸ポートターミナルビルと直結する駅

### ダイヤ
日中時間帯は1時間あたり15本発車する。朝ラッシュ時は約2 - 3分間隔で発車する。

## 利用状況
2019年度の1日あたりの平均乗車人員は418人で、神戸新交通の駅では第18位、ポートアイランド線では第12位と、全線で最も少ない。
1989年（平成元年）以降の年度別1日平均乗車人員の推移は下記の通りである。
| 年度               | 1日平均 乗車人員 |
| ------------------ | ---------------- |
| 1989年（平成元年） | 400              |
| 1990年（平成02年） | 370              |
| 1991年（平成03年） | 978              |
| 1992年（平成04年） | 978              |
| 1993年（平成05年） | 381              |
| 1994年（平成06年） | 368              |
| 1995年（平成07年） | 290              |
| 1996年（平成08年） | 197              |
| 1997年（平成09年） | 173              |
| 1998年（平成10年） | 158              |
| 1999年（平成11年） | 151              |
| 2000年（平成12年） | 153              |
| 2001年（平成13年） | 249              |
| 2002年（平成14年） | 238              |
| 2003年（平成15年） | 238              |
| 2004年（平成16年） | 236              |
| 2005年（平成17年） | 240              |
| 2006年（平成18年） | 290              |
| 2007年（平成19年） | 249              |
| 2008年（平成20年） | 249              |
| 2009年（平成21年） | 227              |
| 2010年（平成22年） | 233              |
| 2011年（平成23年） | 241              |
| 2012年（平成24年） | 284              |
| 2013年（平成25年） | 315              |
| 2014年（平成26年） | 351              |
| 2015年（平成27年） | 328              |
| 2016年（平成28年） | 441              |
| 2017年（平成29年） | 447              |
| 2018年（平成30年） | 414              |
| 2019年（令和元年） | 418              |

## 駅周辺
- 神戸ポートターミナル（主として国際航路が発着）
  - ポートターミナルホール
  - フェリーのりば
- 神戸大橋
- 神戸税関
- 神戸三宮フェリーターミナル
- ポートアイランド北公園
  - みなと異人館

## 隣の駅
神戸新交通
■ポートアイランド線（ポートライナー）
貿易センター駅 (P02) - ポートターミナル駅 (P03) - 中公園駅 (P04)